# Steenfabriek de Bunswaard
Steenfabriek de Bunswaard is een voormalige baksteenfabriek in de uiterwaarden van de Waal ten noorden van Beuningen (Gelderland). Van het omvangrijke complex resteert nog een aantal gebouwen, waaronder een steenoven met schoorsteen uit 1917 en een permanente veldoven uit 1859. Beide gebouwen zijn een rijksmonument. De steenoven is tussen 2001 en 2016 in stappen gerestaureerd en heeft daarbij een woonbestemming gekregen.

## Historie
De fabriek ligt op een hoogwatervrije zandrug aan de Waal. In de middeleeuwen was dit een eiland in de rivier. Op het eiland stond het kasteel Bunswaard van waaruit de scheepvaart op de Waal onder controle werd gehouden. Het slot is in 1353-1354 verwoest door de Nijmegenaren, tegenstanders van Reinoud III van Gelre in zijn strijd met zijn broer Eduard van Gelre. Het kasteel stond ten noorden van de Duivelswaai, ter hoogte van de huidige woningen aan de Dijk 12 t/m 18.
In 1839 werd ter plaatse een steenfabriek gesticht door Arend en Mathias Duys. Klei werd in de omgeving gewonnen en aangevoerd via een smalspoor. In 1859 werd de fabriek uitgebreid met een zestal veldovens. De fabriek groeide gestaag door; in 1881 werkten er zo'n 198 personen. In 1886 werd het bedrijf getroffen door een algehele malaise in baksteen-industrie waardoor het aantal werknemers tot 98 daalde. 
In 1895 ging het bedrijf over naar Anna Catharina Duys, de jongere zuster van Mathias Duys en weduwe van Jan van Engelenburg. In dit jaar werd ook overgegaan op stoom als krachtbron voor het persen van de stenen. Toen Anna Catharina Duys op 7 juni 1900 overleed werd de naam 'Bunswaard' veranderd in 'NV Steenfabrieken v/h Mathias Duys'. In 1911 koopt Th. Burgers, afkomstig uit een bekend geslacht van steenbakkers de fabriek. In 1917 laat hij een voor die tijd moderne kamerringoven bouwen met een karakteristieke schoorsteen die met zijn lengte van 50 meter vanuit de wijde omgeving te zien is. Ook verving hij de stoommachine waarmee de kleipersen werden aangedreven door elektromotoren.
Tijdens de Tweede Wereldoorlog lag de fabriek vrijwel stil. In 1944 fungeerde het terrein bij operatie Market Garden een tijdlang als strategisch punt voor de Engelsen.
In 1952 werd Antonius Burgers eigenaar, die in de jaren 60 de fabriek uiteindelijk stillegde. Daarna zou de fabriek meer dan 40 jaar leeg staan en raakte in verval. In 2001 werd besloten tot restauratie en herbestemming. Tijdens de restauratie is het karakteristieke dak volledig verwijderd en weer opnieuw opgebouwd. Inmiddels zijn er acht woningen gebouwd in de voormalige kamerringoven.
Van de zes veldovens zijn na verloop van tijd  vijf exemplaren afgebroken. De resterende oven werd omgebouwd tot loods voor gebakken stenen. Het gebouw verkeert in redelijke staat en wordt verbouwd tot overdekte parkeerplaats.
Naast de twee ovens zijn ook een boerderij, een directeurswoning en de stallen voor de fabriekspaarden bewaard gebleven. Deze zijn echter niet als rijksmonument aangemerkt. Overige gebouwen op het terrein zoals de vormelingenloods, het pershuisje en de haaghutten (droogschuren) zijn gesloopt.

## Steenoven met schoorsteen
51° 52′ 16″ NB, 5° 48′ 21″ OL
De langgerekte steenoven met de hoge schoorsteen is het beeldbepalende gebouw van het complex. Het heeft een rechthoekig plattegrond en is van het type overslaande vlamoven of kamerringoven. De vlamoven heeft 24 stookkamers; 12 kamers aan elke lange zijde. De kamers zijn bereikbaar via de zogeheten kruipoorten in de schuin oplopende gevels die dienden voor het in- en uitkruien van de stenen. Door de trek van de schoorsteen en door het storten van kolen in kleine stookgaten op de stookzolder, verplaatste de stookzone zich van kamer naar kamer.  Voor het vuur uit werden de kamers vol gestapeld met gedroogde vormelingen. Achter het vuur werden de gebakken en afgekoelde stenen weer uit de kamers gehaald.
Het dak is een langgerekt dubbel zadeldak. Het is gedekt met rode oude en verbeterde Hollandse pannen en watert af zonder goten. Aan alle zijden heeft het dak een opvallend groot overstek dat rust op een houtconstructie. 
Aan de oostelijke korte zijde van het ovengebouw staat de 50 meter hoge schoorsteen. Op regelmatige afstanden zijn smeedijzeren ringen aangebracht. De schacht voorzien van letters in witte baksteen met de naam: 

TH. BURGERS & ZN.

## Permanente veldoven
51° 52′ 17″ NB, 5° 48′ 17″ OL
Dertig meter ten westen van de grote steenoven staat de permanente veldoven (ook wel waaloven genoemd). Deze bestaat eigenlijk alleen uit twee in vuurvaste steen gemetselde evenwijdige muren. De muren hebben een lengte van ca. 27 meter en staan 14 meter uit elkaar. Oorspronkelijk was de oven aan de voor-, achter- en bovenzijde open, maar nu is de westzijde dichtgezet en is tussen de muren een dak aangebracht. Tegen de buitenmuren zijn enkele bedrijfsruimtes gebouwd. In beide muren bevinden zich 11 stookgaten waardoor de brandstof werd aangevoerd. Bij het bakproces werden de gedroogde vormelingen tussen de twee muren gestapeld, met uitsparing van de vuurgangen. Nadat de open zijden en de bovenkant waren afgedekt met reeds gebakken stenen, werd de oven gestookt via de stookgaten. Na het doven van het vuur en het afkoelen konden de stenen worden weggehaald.

## Fotogalerij

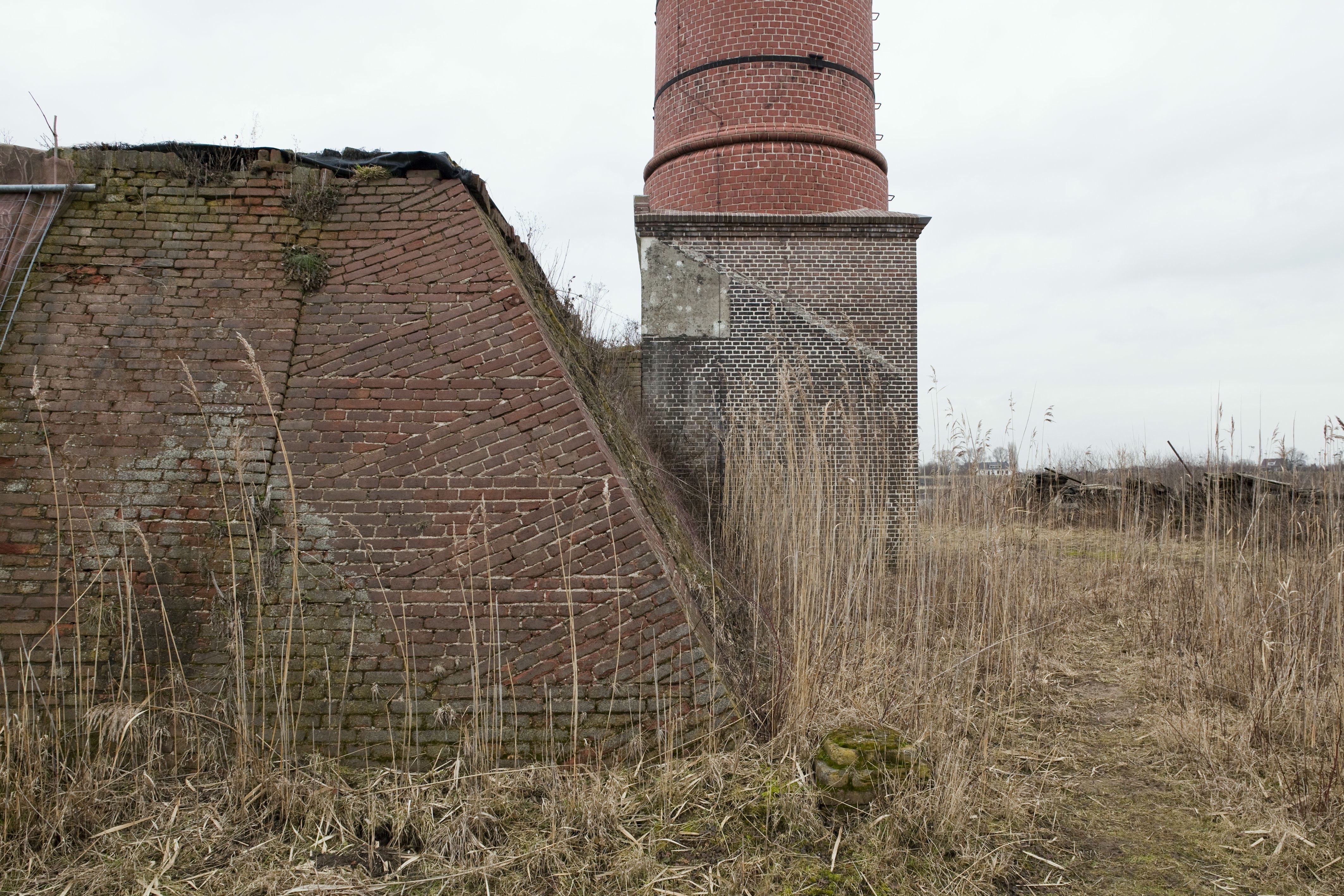
Zuidoost hoek met voet van schoorsteen (2011)
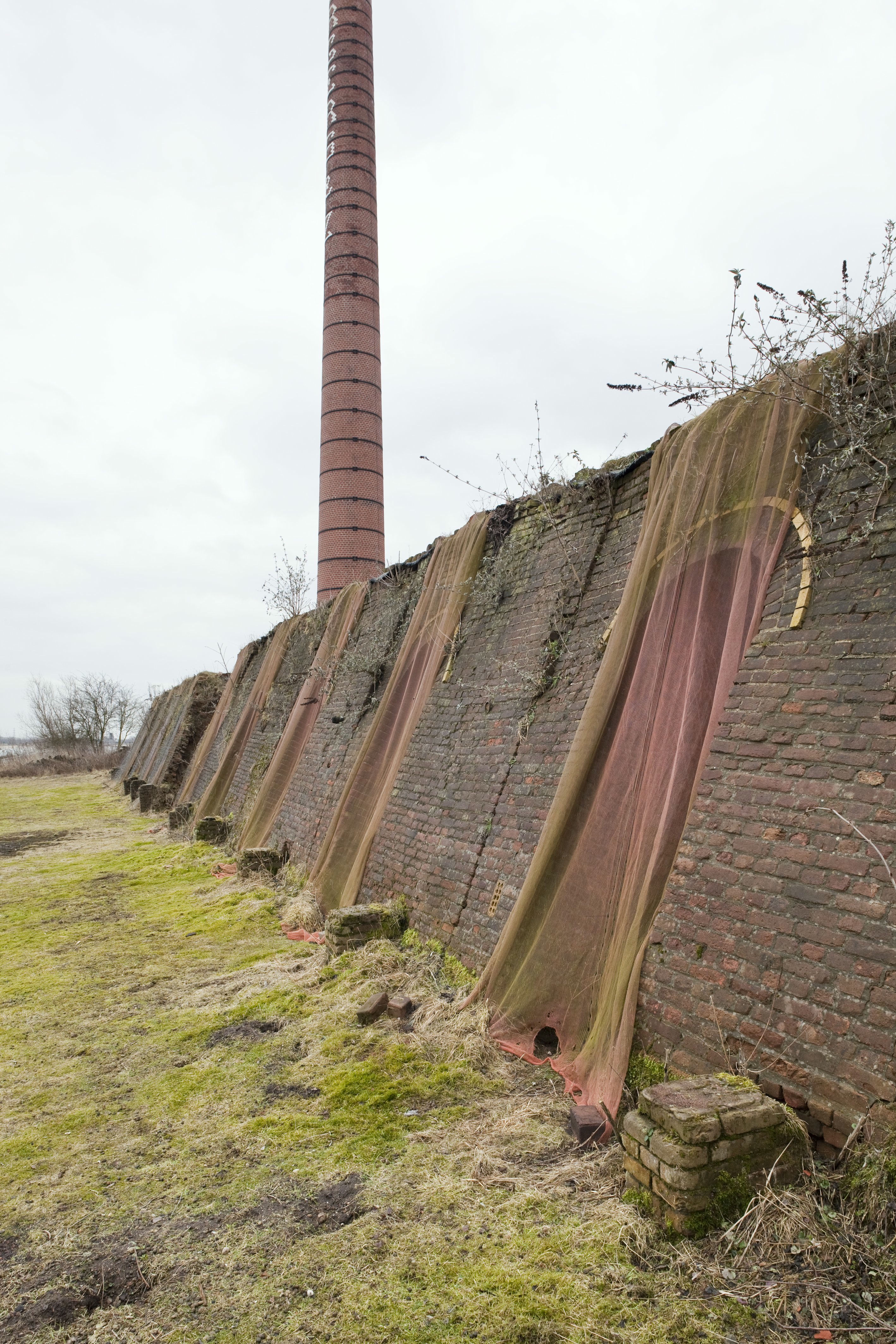
Noordgevel, met verwijderde kapconstructie (2010)
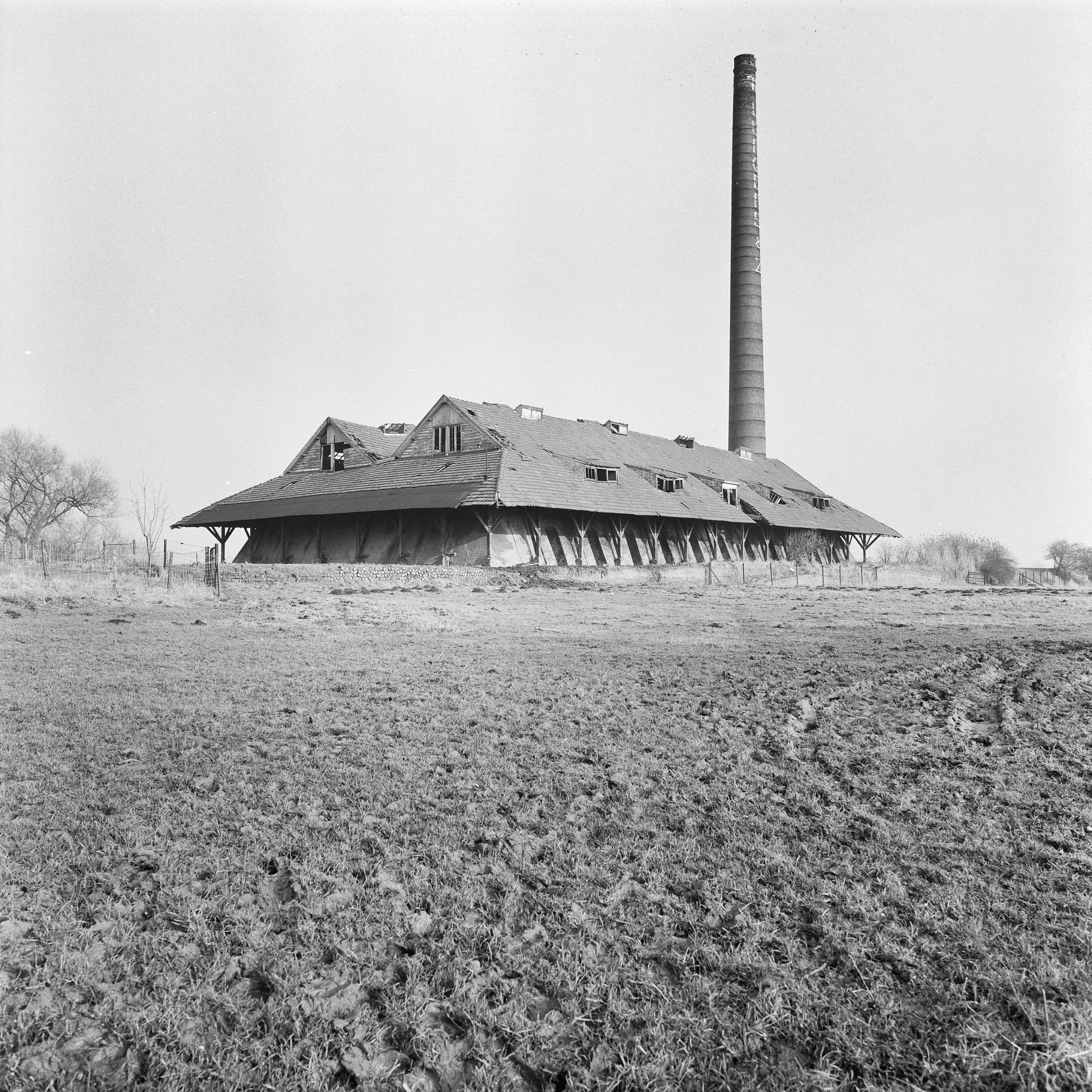
Exterieur overzicht (1989)
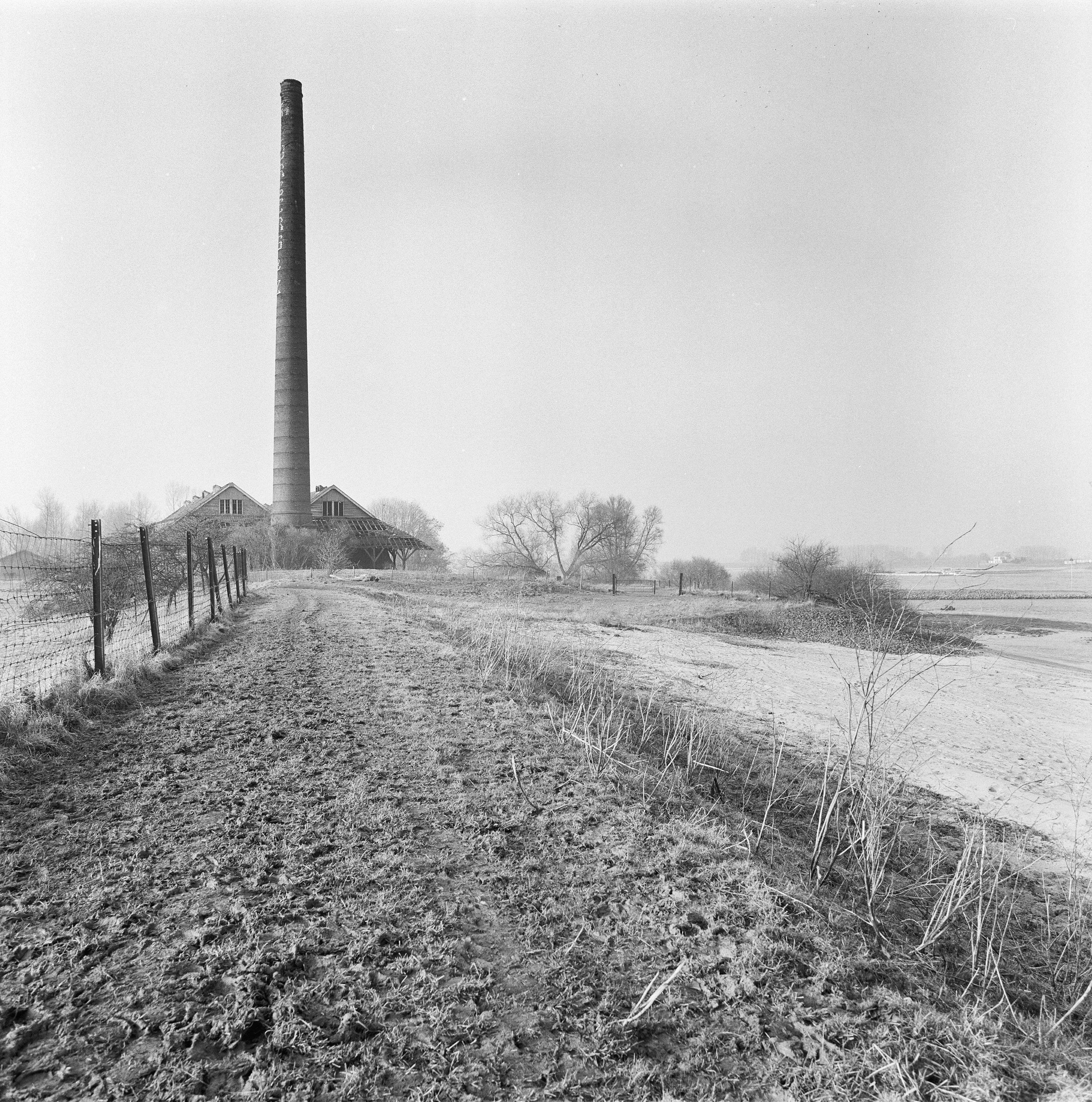
Exterieur vanuit het oosten(1989)
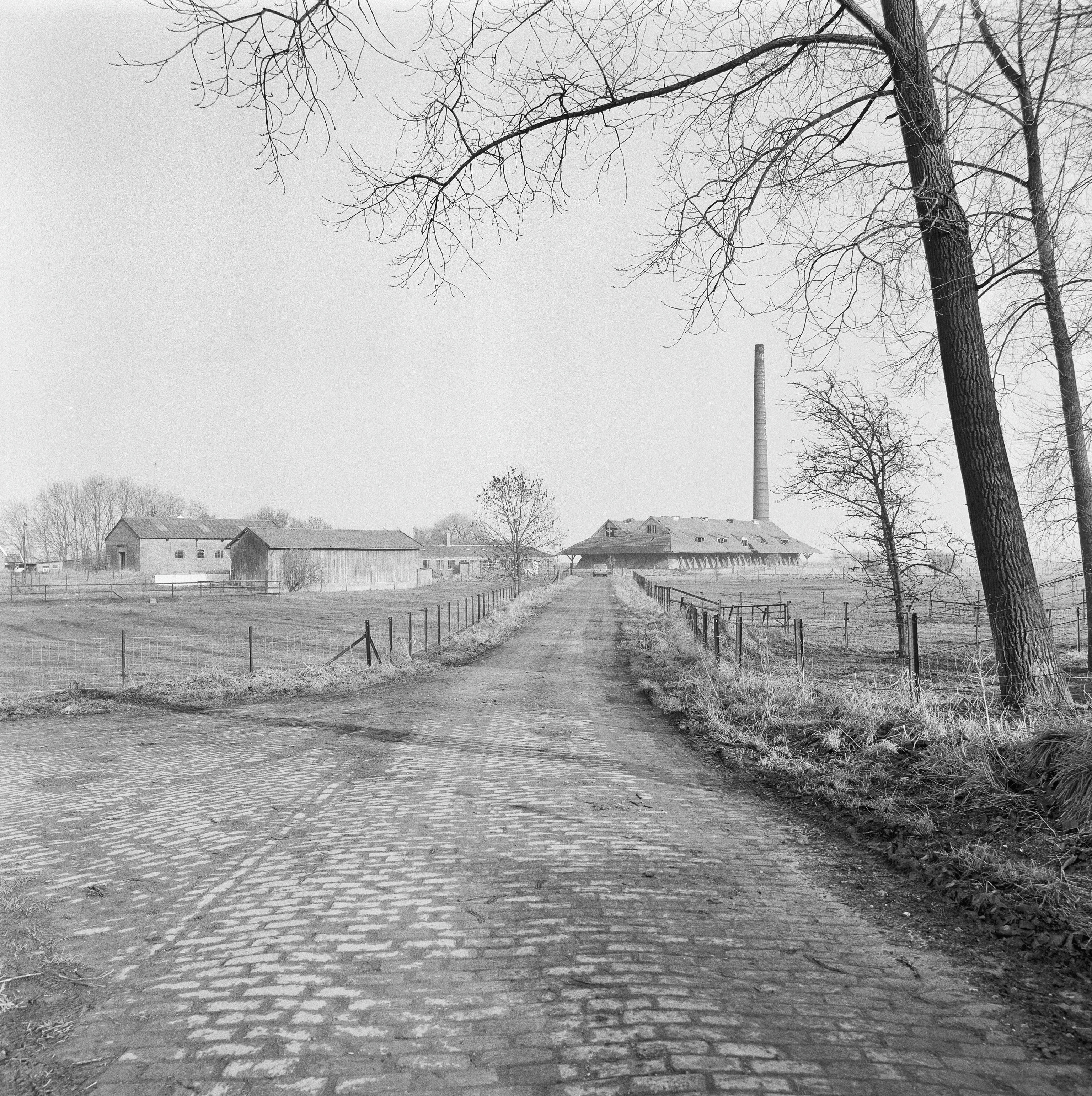
Toegangsweg (1989)
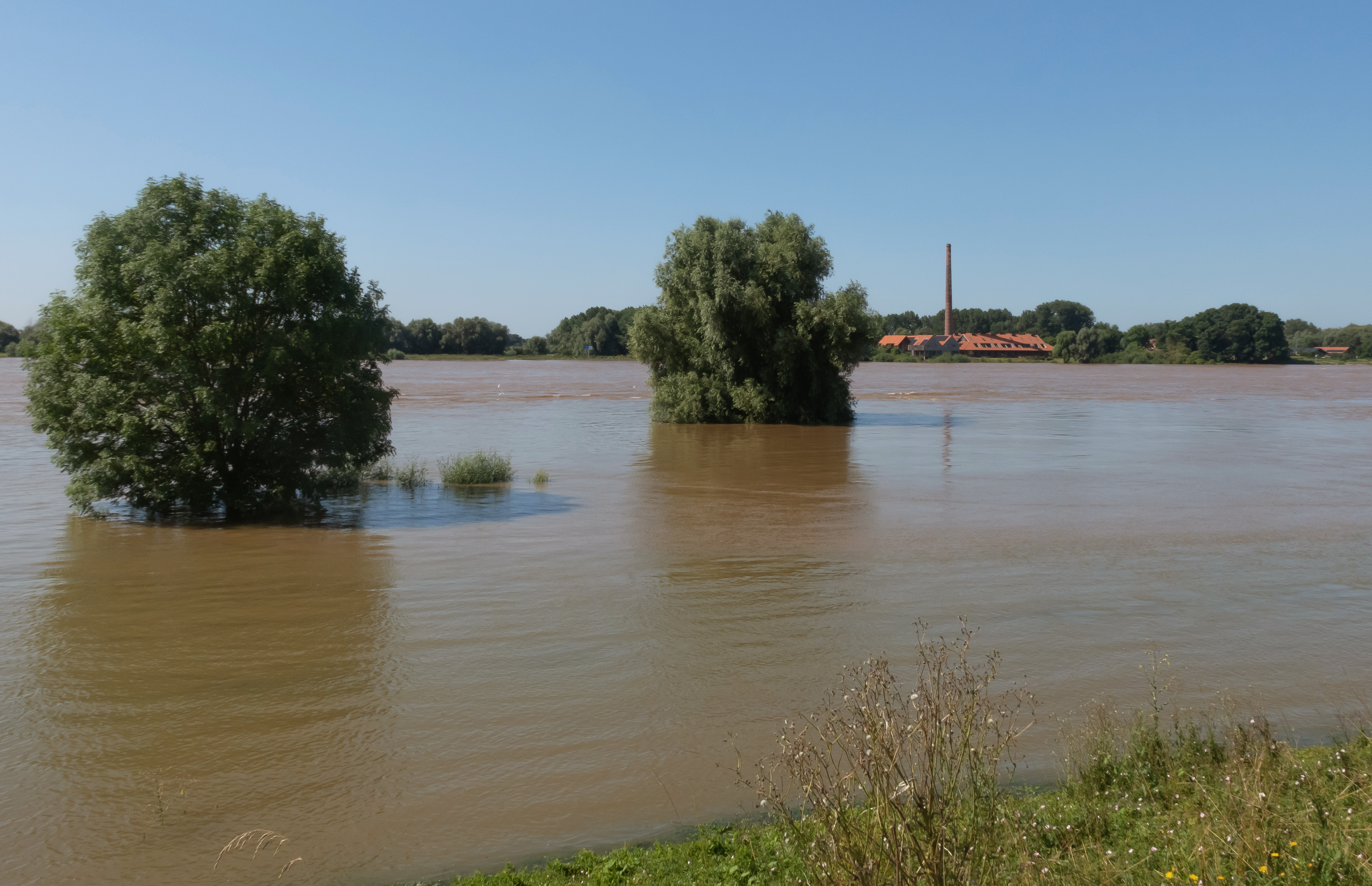
Hoog water in de Waal met steenfabriek op achtergrond